# Buzançais
Buzançais település Franciaországban, Indre megyében. Lakosainak száma 4431 fő (2022. január 1.). Buzançais Argy, La Chapelle-Orthemale, Sainte-Gemme, Saint-Genou, Saint-Lactencin, Vendœuvres, Villedieu-sur-Indre és Villegouin községekkel határos.

## Népesség
A település népességének változása:
| Lakosok száma | 5140 | 4972 | 4749 | 4535 | 4468 | 4473 | 4505 | 4516 | 4507 | 4431 |
|               | 1968 | 1982 | 1990 | 2006 | 2013 | 2015 | 2017 | 2019 | 2020 | 2022 |